# اس/۲۰۰۳ جی ۴

اس/۲۰۰۳ جی ۴

اس/۲۰۰۳ جی ۴(به انگلیسی: S/2003 J 4) یک ماه طبیعی مشتری‌ است که توسط یک گروه از اخترشناسان دانشگاه هاوایی به رهبری اسکات شپرد کو در شال ۲۰۰۳ کشف شد.
اس/۲۰۰۳ جی ۴ حدود ۲ کیلومتر قطر دارد و فاصله متوسط آن از مشتری ۲۳٬۵۷۱ مگامتر است که در مدت ۷۳۹.۲۹۴ روز دور آن می‌چرخد. انحراف آن نسبت به دایره‌البروج ۱۴۷ درجه و نسبت به استوای مشتری ۱۴۹ درجه است. حرکت ان رجوعی بوده و خروج از مرکز آن ۰.۳۰۰۳ است.
این ماه به گروه پاسیفه تعلق دارد.